# Nicolás Palacios (futbolista)
Nicolás Palacios Vidal (Tumaco, 11 de febrero de 1992) es un futbolista colombiano. Juega como centrocampista o defensa y actualmente juega en Unión Comercio de la Primera División de Perú.

## Trayectoria

### Tigres
Debutó en el equipo de la segunda división del fútbol profesional colombiano a la edad de 18 años. Equipo que le daría lugar para ser visto en el Deportivo Pasto donde continuó su carrera.

### Deportivo Pasto
En el Deportivo Pasto tuvo una destacada actuación, tanto en la Liga como en la Copa Sudamericana 2013 en la que anotó 2 goles al FBC Melgar.

### Deportes Tolima
A inicios del 2014 continuó su carrera con el Deportes Tolima, equipo en el cual por su buen nivel se destacó como uno de los mejores jugadores del equipo en ese año. Su mayor logro hasta ahora ha sido coronarse campeón Copa Colombia 2014, donde anotó el gol al Patriotas Fútbol Club en semifinales que puso al conjunto Tolimense en las finales de este torneo.
En la temporada 2023, fichó por Unión Comercio y logró salvar del descenso al club en la última fecha del torneo. Jugó un total de 18 partidos y anotó 2 goles.

## Clubes
| Club                   | País     | Año         |
| ---------------------- | -------- | ----------- |
| Tigres F.C.            | Colombia | 2010 - 2011 |
| Boyacá Chicó           | Colombia | 2012        |
| Deportivo Pasto        | Colombia | 2013        |
| Deportes Tolima        | Colombia | 2014 - 2015 |
| Cúcuta Deportivo       | Colombia | 2016        |
| Atlético Bucaramanga   | Colombia | 2016 - 2017 |
| Alianza Petrolera      | Colombia | 2017        |
| Patriotas Boyacá       | Colombia | 2018        |
| Independiente Medellín | Colombia | 2019        |
| Cúcuta Deportivo       | Colombia | 2020        |
| Técnico Universitario  | Ecuador  | 2021        |
| Once Caldas            | Colombia | 2021        |

## Palmarés

### Campeonatos nacionales
| Título        | Club                   | País     | Año  |
| ------------- | ---------------------- | -------- | ---- |
| Copa Colombia | Deportes Tolima        | Colombia | 2014 |
| Copa Colombia | Independiente Medellín | Colombia | 2019 |